# 科语系
科语系（Kxʼa /ˈkɑː/），即久霍安语系（Ju–ǂHoan /ˌdʒuːˈhoʊæn/ ），是一个创立于2010年的，连接已经被怀疑了十年存在关系的安科依语（ǂʼAmkoe），即霍安语（ǂHoan）和空语（ǃKung），即久语（Juu）方言团的语系。 与圖烏語系和科依語系一样，它们是南部非洲土著的三个语系之一，由于语言联盟效应，它们在类型学上也十分相似。

## 语言
- 安科依语 （现已濒危[3]）
- 空语 （也称为ǃXun或Ju，原名科伊桑北部方言群）

安科依语（ǂʼAmkoe）以前曾与宏语混为一谈，也许是因为混淆了霍安语方言的名称，但是它们唯一的共同点仅仅只是类型学的特征，例如双唇喌音。
霍肯（Honken）与海茵（Heine）在2010年为这个语系创造了Kxʼa一词，代替了让人困惑的久霍安（Ju-ǂHoan）（很容易与Juǀʼhoan语混淆）。而Kxʼakxʼà “地球，地面”一词由该语系的两个分支共享，也由邻近的语言（例如夸迪语）共享。

## 构拟
霍肯（Honken）与海茵（Heine）在2010年为原始科语重构了6个双唇搭嘴音，其中有5个在中部空语与安科依语中出现。他们假设原始语言中的双唇搭嘴音在空语里变成了齿搭嘴音。然而，语言学家斯塔罗斯金在2003年认为安科依语中的双唇搭嘴音的产生是第二步的过程。他举了分别表示“1”/ŋ͡ʘũ/和“2”/ʘoa/的两个安科依语单词的例子，而其他科依桑语系的语言中的代表这些数字的单词并没有这样的唇音。桑德斯（Sands）在2014年也提到安科依语的双唇搭嘴音对应空语中的除了硬腭之外的所有搭嘴音。据此她推测出这些对应的搭嘴音在原始科语中唇化为*ǀʷ *ǃʷ *‼ʷ *ǁʷ。这些音变成了安科依语里的双唇搭嘴音，然而在空语里只有在双元音中可以发现原始科语的唇音化现象。例如，原始科语中的意为“高”*‼ʷ，在霍安语中为/ʘχúì/，久霍安语中为/ǃxúi/，而在埃科卡（Ekoka）语中为/ǁxóe/（来自于原始久语的*‼xoe，在那之后卷舌搭嘴音与南部空语的齿龈搭嘴音和北部空语的唇搭嘴音合并，只有中部空语还存在卷舌搭嘴音）。鉴于跨语言的唇软颚音化的硬腭音的相对的稀有程度，缺失的**ǂʷ并不让人惊讶。